# Microporus
Microporus là một chi nấm trong họ Polyporaceae. Chi này phân bố rộng rãi và có 11 loài.

## Loài
- M. affinis
- M. atroalbus
- M. atrovillosus
- M. concinnus
- M. incomptus
- M. internuntius
- M. longisporus
- M. luteoceraceus
- M. quarrei
- M. vernicipes
- M. xanthopus